# Karl Wilhelm Ramler
Karl Wilhelm Ramler (født 25. februar 1725 i Kolberg, død 11. april 1798 i Berlin) var en tysk digter.
Ramler studerede i Halle, blev lærer og senere professor i logik i Berlin, hvor han 1786 optogs som medlem af Videnskabernes Akademi. Han stod i venskabeligt forhold til von Kleist, Nicolai og Lessing og ledede i årene 1790—96 Nationalteatret.
Som digter tilhørte han i udpræget grad oplysningens tidsalder, og hans anseelse var i høj grad betinget af tidens modesmag. Ejendommelig for Ramlers personlighed har trangen til at forbedre andre digteres arbejder været, for eksemple i Lyrische Blumenlese.
Selv har han skrevet oder og kantater, blandt andet teksten til Grauns Tod Jesu. Hans Oder udkom 1767, Lyrische Gedichte 1772, Poetische Werke, udgivet ved von Göckingk 1800—01.